# 표화령
《표화령》(飄花令)은 중국의 소설가 와룡생의 무협 소설이다.
1967년 중국에서 출판되었으며, 1971년 한국어로 출판되었다.
번역의 질이 좋아서 읽기 수월한 편이다. 번역자는 '황보승'

대협 모용장청의 죽음에 대한 의문을 해결하고자 하는 것이 주된 내용이다.
무협물이 쇠퇴하고 2000년대 이후 인기를 끌기 시작한 선협물 혹은 판타지물에 익숙한 경우 작품의 진행 속도가 매우 느리다는 느낌을 받을 수 있다.
정말 많은 등장인물과 사건, 매력적인 여자 주조연들, 마지막 반전이 어우러져 중국 무협에 익숙한 사람이라면 작가를 모르는 상태에서 읽어도 누구나 와룡생을 떠올릴 수 있을 정도로 와룡생 작품들의 특징을 많이 가지고 있다. 
제목인 표화령은 표화문의 명령, 상징과도 같은데, 표화령주(飄花令主) 양봉음이 상당히 늦게 등장하지만 대단히 중요한 인물이라는 것을 미리 예측할 수 있다.

## 간단한 줄거리
약 20년 전 모두에게 존경받던 대협 모용장청을 포함해 일가족이 의문의 화를 당한다.
해마다 모용장청을 기리기 위해 참배하던 사람들이 묘지기들에 의해 모두 죽임을 당하니 그 두려움에 참배객들은 점점 줄어들고, 은혜를 입었던 강호인들도 외면하면서 그에 대한 관심도 사라져 갔다.
그의 숨겨진 아들 모용운생이 나타나면서, 숨어서 힘을 모으며 때를 기다리던 모용장청의 결의형제들은 모용운생과 함께 비밀을 파헤치기 시작한다.
소림과 무당을 포함해 대부분의 문파들은 삼성문의 힘에 굴복한 상태지만, 표화문과 여아방이 새롭게 등장해 삼성문과 대립하면서 모용운생 무리와 인연을 맺고, 모용장청의 죽음이 삼성문과 관계가 있음을 알게 되면서 삼성문으로 들어간다.
삼성문의 주인은 누구이고 모용장청은 왜 죽을 수밖에 없었는가. 모용운생과 모용장청의 결의형제들이 20년 간 알고자 했던 진실이 마침내 밝혀진다.

## 주요 인물 및 세력

### 주요 인물
- 모용운생 : 아버지의 명성으로 자연스럽게 많은 사람들에게 인정을 받으며, 복수를 위해 나아간다. 그 끝에 남은 것은 무엇인가.
- 신자헌 : 모용장청을 포함한 다섯 명의 결의형제 중 둘째. 모용운생과 만나면서 활동을 시작한다. 모용장청의 묘 주변에서 살기 위해 외모를 훼손했다.
- 구여대사 : 모용장청을 포함한 다섯 명의 결의형제 중 셋째. 모용운생을 맡아서 키우고 무예를 가르쳤다.
- 자운궁주 : 모용장청을 포함한 다섯 명의 결의형제 중 넷째. 의문을 해결하려 삼성문에 가입했다.
- 뇌화방 : 모용장청을 포함한 다섯 명의 결의형제 중 막내.
- 양봉음 : 표화문의 표화령주. 아주 아름답고 순수하며 무공이 강하다. 모용운생을 도와 사건을 해결한다.
- 강무쌍 : 삼성문의 대성주.
- 곽설군 : 여아방의 부방주. 많은 면에서 양봉음에게 양보하며, 마지막까지 모용운생, 양봉음 등과 함께하며 사건을 해결한다.

### 주요 세력
- 삼성문(三聖門) : 세 명의 고수가 강호의 평화를 위해 세운, 세 명의 성주로 운영되는 비밀문파. 협박 혹은 약물로 고수들을 통제한다.
- 표화문(飄花門) : 삼성문에 대항하는 얼마 남지 않은 세력 중 가장 크고 실력이 강하다.
- 여아방(麗兒房) : 정보력이 매우 뛰어난, 아름다운 소녀들로 이루어진 비밀방